# Erythrymenia
Erythrymenia, monotipski rod crvenih algi iz porodice Hymenocladiaceae, dio reda Rhodymeniales. Jedina vrsta je E. obovata, morska alga uz obalu Južne Afrike; tipski lokalitet je kod Port Alfreda u provinciji Eastern Cape